# Краш, Йосип
Йосип Валентинович Краш (сербохорв. Josip Valentine Kraš / Јосип Валентине Краш; 23 марта 1900, Вугловец — 18 октября 1941, Карловац) — югославский хорватский партизан Народно-освободительной войны Югославии. Народный герой Югославии.

## Биография
Родился 20 марта 1900 года в селе Вугловец на севере Хорватии в рабочей семье. Отец, Валентин Краш, шахтёр. В 1920 году вступил в управление Синдиката пищевых работников в Загребе, одновременно работал техническим редактором газеты «Борба» и её репортёром. Арестовывался полицией 11 раз, в 1929 году после запрета газеты был осуждён Судом защиты государства на пять лет тюрьмы. Наказание отбывал в Сремске-Митровице. Параллельно занимался самообразованием в тюрьме и обучал своих соратников по борьбе.
В 1934 году был освобождён и продолжил работу в Объединении рабочих профсоюзов Югославии в Загребе. В Иванце организовывал забастовки шахтёров в 1936 и 1937 годах. В 1939 году брошен в тюрьму в Лепоглаве, откуда вскоре освободился. В 1940 году в третий раз попал в тюрьму после забастовки пекарей в Загребе. С 1937 года член Центрального комитета Коммунистической партии Хорватии, с октября 1940 года член ЦК КПЮ.
После вторжения Германии вместе с Владимиром Бакаричем Краш обратился за помощью к Светозару Ивковичу, заместителю правителя Хорватской бановины, с просьбой раздать оружие партизанам, но получил отказ. В мае 1941 года выбрался в Карловац как делегат ЦК КПХ с целью организации партизанского движения. В Кордуне, Бановине и Горском Котаре были учреждены военные комитеты. В Карловаце были сформированы подразделения партизан из молодёжи, которые начали акции возмездия и диверсии: ими были повреждены линии электропередач между Озалем, Карловацем и Загребом, разрушена дорога Мостар-Дуга-Реса, бунт поднял также домобранский гарнизон.
18 октября 1941 Краш вступил в драку с усташем на улице Карловаца и был застрелен.

## Память
26 июля 1945 посмертно награждён Орденом Народного героя Югославии. Похоронен в Загребе на кладбище Мирогой. После войны наравне с Раде Кончаром стал известнейшей партизанской иконой в Хорватии и Югославии. С 1950 года его имя носит компания по производству кондитерских изделий Kraš, а в общине Иванец с 1965 года родной дом Краша является и домом-музеем.